# Termodynamický zákon
Termodynamický zákon, zákon termodynamiky, termodynamický princip, dříve též hlavní termodynamická věta, .
je některý ze základních přírodních zákonů týkajících se termodynamiky. Vyjadřuje základní vlastností tepelných dějů, tj. dějů souvisejících s teplotou, výměnou tepla apod.
- První termodynamický zákon – Vyjadřuje, že teplo není svébytná substance, ale druh energie, a potvrzuje i zde zákon zachování energie.
- Druhý termodynamický zákon – Konstatuje, že chladnější těleso samovolně nepředává teplo tělesu teplejšímu. Určuje tedy směr předávání tepelné energie a vymezuje možnosti přeměny tepla na jiné druhy energie (práce).
- Třetí termodynamický zákon – Tvrdí, že ve stavu s nejnižší teplotou T = 0 K (při absolutní nule) je i entropie soustavy rovna nule (S = 0) a že tento stav soustavy je nedosažitelný konečným počtem kroků. Starší formulace bývají obsahově neúplné [3].

Kromě těchto zákonů se uvádí i
- Nultý termodynamický zákon – Vyjadřuje tranzitivnost pro termodynamickou rovnováhu soustav a skutečnost, že k jejímu popisu stačí jediný nový parametr, totiž empirická teplota.

(Jeho pořadové číslo 0 je dáno tím, že jeho důležitost i formulace se objevily až po formulaci 1. a 2. zákona).